# Colonomyia magellanica
Colonomyia magellanica är en tvåvingeart som beskrevs av Loïc Matile och Duret 1994. Colonomyia magellanica ingår i släktet Colonomyia och familjen Rangomaramidae. Inga underarter finns listade i Catalogue of Life.